# Ignazio Giorgio V Chelhot
Ignazio Giorgio V, nato Giwargis Chelhot (Aleppo, 15 ottobre 1818 – Aleppo, 8 dicembre 1891), è stato arcieparca di Aleppo e nono patriarca della Chiesa sira.

## Biografia
Nato a Aleppo il 15 ottobre 1818, Giwargis Chelhot fu ordinato prete il 2 febbraio 1843.
Nominato arcieparca di Aleppo il 7 gennaio 1862, venne consacrato vescovo il 25 maggio successivo dalle mani del patriarca Ignazio Antonio I Samheri. Alla morte del patriarca, fu nominato amministratore del patriarcato; nel sinodo del 1866 fu tra i metropoliti che rifiutarono, in caso di elezione al seggio patriarcale, di trasferirsi alla sede di Mardin, come ordinava Propaganda Fide.
Nel 1870 partecipò al Concilio Vaticano I.
Alla morte di Ignazio Filippo I Arkousse, il 7 ottobre 1874 fu eletto nuovo patriarca della Chiesa sira ed assunse il nome di Ignazio Giorgio V. Venne intronizzato il 21 ottobre seguente e ricevette da papa Pio IX la conferma della sua elezione il 21 dicembre dello stesso anno. Trasferì la sede patriarcale da Mardin ad Aleppo.
Nel 1876 riorganizzò l'ordine dei Fratelli missionari di Sant'Efrem, per i quali costruì un monastero a Mardin, obbligandoli inoltre a perfezionarsi negli studi teologici. Nel 1888 convocò un sinodo della Chiesa cattolica sira a Charfet (Monte Libano), dove furono prese importanti decisioni, tra le quali l'obbligo del celibato per il clero, e fu ribadita l'indipendenza della Chiesa siriaca nella scelta del patriarca. I canoni del sinodo furono approvati da papa Leone XIII, che era particolarmente ben disposto verso le Chiese orientali cattoliche.
Morì ad Aleppo l'8 dicembre 1891.

## Genealogia episcopale e successione apostolica
La genealogia episcopale è:
- Patriarca Ignazio Matteo Benham
- Patriarca Ignazio Giorgio V Sayar
- Patriarca Ignazio Antonio I Samheri
- Patriarca Ignazio Giorgio V Chelhot

La successione apostolica è:
- Arcivescovo Clément Joseph David (1879)
- Vescovo Jacques Mattieu Ahmndahño (1879)
- Vescovo Théophile Antoine Kandelaft (1886)
- Patriarca Ignazio Efrem II Rahmani (1887)
- Vescovo Marutha Pierre Topal (1888)